# Dongfang

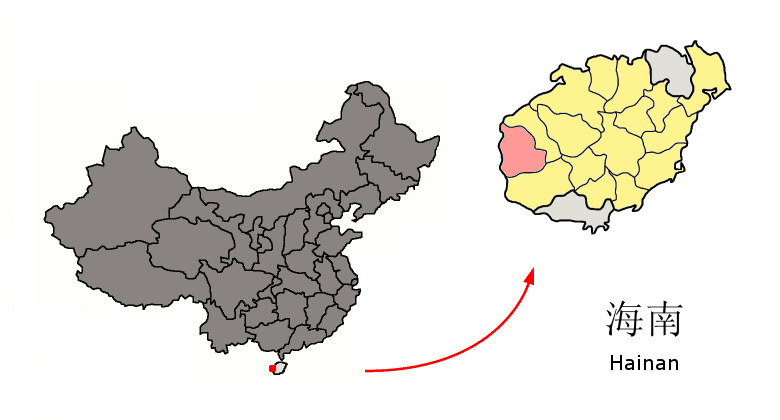
Lage der kreisfreien Stadt Dongfang in Hainan

Dongfang (chinesisch 东方市, Pinyin Dōngfāng Shì) ist eine kreisfreie Stadt im südlichen Westen der chinesischen Inselprovinz Hainan. Sie liegt am Unterlauf des Changhua Jiang (昌化江). Ihr Verwaltungsgebiet hat eine Fläche von 2.272 km² und erstreckt sich von 18°43′ bis 19°18′ nördliche Breite und von 108°37′ bis 109°07′ östliche Länge. Die Einwohnerzahl beträgt 444.458 (Stand: Zensus 2020) und die Bevölkerungsdichte 196 Einwohner je Quadratkilometer. In dem eigentlichen städtischen Siedlungsgebiet von Dongfang leben 153.726 Einwohner (Zensus 2010). Dongfang untersteht direkt der Provinzregierung.

## Geschichte
Dongfang wurde 1952 als Kreis gegründet. Im November 1987 wurde der Kreis in den „Autonomen Kreis Dongfang der Li-Nationalität“ (东方黎族自治县) umgewandelt, aus dessen Auflösung dann am 12. März 1997 die heutige kreisfreie Stadt Dongfang entstand.

## Administrative Gliederung
Dongfang setzt sich aus acht Großgemeinden und zwei Gemeinden zusammen. Diese sind:
- Großgemeinde Basuo (八所镇), Sitz der Stadtregierung;
- Großgemeinde Donghe (东河镇);
- Großgemeinde Datian (大田镇);
- Großgemeinde Gancheng (感城镇);
- Großgemeinde Banqiao (板桥镇);
- Großgemeinde Sanjia (三家镇);
- Großgemeinde Sigeng (四更镇);
- Großgemeinde Xinlong (新龙镇);
- Gemeinde Tian’an (天安乡);
- Gemeinde Jiangbian (江边乡).

Darüber hinaus liegen im Verwaltungsgebiet Dongfangs vier Staatsfarmen. Diese sind:
- Staatsfarm Guangba (国营广坝农场);
- Staatsfarm Gong'ai (国营公爱农场);
- Staatsfarm Hongquan (国营红泉农场);
- Provinz-Staatsfarm Dongfang der Überseechinesen (省国营东方华侨农场).

## Ethnische Gliederung der Bevölkerung Dongfangs (2000)
Beim Zensus im Jahr 2000 wurden 358.313 Einwohner gezählt.
| Name des Volkes                         | Einwohner | Anteil  |
| --------------------------------------- | --------- | ------- |
| Han                                     | 281.342   | 78,51 % |
| Li                                      | 74.996    | 20,93 % |
| Miao                                    | 900       | 0,25 %  |
| Zhuang                                  | 598       | 0,17 %  |
| Yao                                     | 100       | 0,03 %  |
| Bouyei                                  | 71        | 0,02 %  |
| Manju                                   | 43        | 0,01 %  |
| Dong                                    | 39        | 0,01 %  |
| Mongolen                                | 33        | 0,01 %  |
| Koreaner                                | 26        | 0,01 %  |
| Tujia                                   | 26        | 0,01 %  |
| Hui                                     | 25        | 0,01 %  |
| 19 verschiedene sonstige Nationalitäten | 114       | 0,03 %  |